# Route nationale 2 (Cambodge)
Pour les articles homonymes, voir Route nationale 2.
La route nationale 2 est une des routes nationales du Cambodge. D'une longueur de 120 kilomètres, elle relie la capitale cambodgienne au district de Tịnh Biên, au Viet Nam. La route débute au sud de Phnom Penh, plus précisément à Ta Khmau. Elle se dirige ensuite vers le sud et traverse la province de Takeo. Elle atteint finalement la frontière entre le Cambodge et le Viêt Nam, et devient la route nationale 91.